# Mastigodryas melanolomus
Mastigodryas melanolomus är en ormart som beskrevs av Cope 1868. Mastigodryas melanolomus ingår i släktet Mastigodryas och familjen snokar.
Arten förekommer i södra Mexiko, Guatemala, El Salvador, Honduras och norra Nicaragua. Den lever i låglandet vid Stilla havet och vid Karibiska havet. Den når även låga bergstrakter upp till 1040 meter över havet. Habitatet utgörs av olika skogar. Honor lägger ägg.
För beståndet är inga hot kända och populationen antas vara stabil. IUCN kategoriserar arten globalt som livskraftig.

## Underarter
Arten delas in i följande underarter:
- M. m. veraecrucis
- M. m. melanolomus
- M. m. slevini
- M. m. stuarti
- M. m. alternatus
- M. m. laevis
- M. m. tehuanae